# الخضراء (العامرات)
الخضراء منطقة سكنية تقع في ولاية العامرات، التابعة لمحافظة مسقط في سلطنة عمان. يقدر عدد سكانها بـ 4 نسمة حسب إحصاء عام 2010 التابع للمركز الوطني للإحصاء والمعلومات الحكومي. رمز المنطقة هو 10320121.

## الوصلات الخارجية
- المركز الوطني للإحصاء والمعلومات، سلطنة عمان